# Chvalová
Chvalová (em húngaro: Felsőfalu) é um município da Eslováquia, situado no distrito de Revúca, na região de Banská Bystrica. Tem 9,29 km² de área e sua população em 2018 foi estimada em 200 habitantes.

## Demografia
| Ano:        | 1994 | 2004   | 2014    | 2024   |
| ----------- | ---- | ------ | ------- | ------ |
| Broj ljudi: | 157  | 165    | 207     | 194    |
| Razlika:    |      | +5,09% | +25,45% | -6,28% |

| Ano:               | 2023 | 2024   |
| ------------------ | ---- | ------ |
| Número de pessoas: | 193  | 194    |
| Diferença:         |      | +0,51% |